# John McDonald (piloto de bobsleigh)
John McDonald es un deportista estadounidense que compitió en bobsleigh. Ganó una medalla de bronce en el Campeonato Mundial de Bobsleigh de 1949, en la prueba doble.

## Palmarés internacional
| Campeonato Mundial | Campeonato Mundial           | Campeonato Mundial | Campeonato Mundial |
| Año                | Lugar                        | Medalla            | Prueba             |
| ------------------ | ---------------------------- | ------------------ | ------------------ |
| 1949               | Lake Placid (Estados Unidos) | Medalla de bronce  | Doble              |